# Đội bóng đá Công an Thanh Hóa
Đội bóng đá Công an Thanh Hóa là một đội bóng đá nhiều năm chơi ở giải bóng đá vô địch quốc gia tại Việt Nam. Đội bóng thuộc chủ quản là Sở Công an Thanh Hóa, được thành lập từ năm 1947, trải qua nhiều giai đoạn phát triển và bị giải thể vào năm 1994.

## Lịch sử
Sau khi cách mạng tháng 8 năm 1945, Thanh Hóa trở thành vùng tự do. Xây dựng kinh tế và là hậu phương tiếp tế cho cuộc chiến chống Pháp. Tỉnh Thanh Hóa phát động phong trào rèn luyện thể thao, có sức khỏe để sản xuất, làm kinh tế. Bóng đá là môn thể thao được yêu thích từ rất sớm ở Thanh Hóa, có nhiều đội bóng của Thanh Hóa được thành lập, tập luyện và thi đấu. Đội bóng Công an Thanh Hóa được thành lập năm 1947.
Năm 1948 lần đầu tiên tham dự giải bóng đá hội chợ nông nghiệp Thanh Hóa.
Năm 1957 tham dự giải bóng đá vô địch Thanh Hóa.
Năm 1960 tham dự giải bóng đá hạng A miền bắc.
Năm 1961 tham dự giải bóng đá Công an miền bắc.
Năm 1965 sáp nhập thêm đội bóng Cơ khí Thanh Hóa.
Năm 1976 Tổng cục thể dục thể thao tổ chức thi đấu giải phân hạng toàn quốc. Đội bóng đá Công an Thanh Hóa thi đấu không thành công, thành tích thấp nên được xếp loại B.
Từ năm 1979 đến 1982 tham gia giải bóng đá hạng B toàn quốc.
Năm 1983 giành vé thăng hạng A2 toàn quốc.
Năm 1985 giành vé thăng hạng A1 toàn quốc.
Năm 1988, Giải bóng đá A1 toàn quốc đã không được tổ chức theo yêu cầu của các đội bóng để củng cố lực lượng và chỉ tổ chức các giải khu vực và giao hữu. Giải A1 năm 1989, đội là một trong 32 đội bóng đá hàng đầu của cả nước tham gia để chọn ra 18 đội mạnh và 11 đội ở lại hạng A1 và 3 đội cuối bảng sẽ xuống hạng A2. Chính vì vậy, giải này còn được gọi là "giải tách hạng". Đội lọt được vào nhóm 18 đội mạnh, giành quyền thì đấu ở Giải các đội mạnh toàn quốc được tổ chức vào năm sau.
Năm 1989 theo phân hạng mới, đội bóng Công an Thanh Hóa thuộc nhóm đội mạnh toàn quốc.
Năm 1991 thi đấu không thành công ở giải bóng đá các đội mạnh toàn quốc và nhận vé xuống hạng.
Kết thúc giải bóng đá hạng A1 toàn quốc năm 1992, đội giành vé thăng hạng các đội mạnh với vị trí thứ 2 sau đội bóng Sông Bé.
Năm 1994, kết thúc giải vô địch các đội mạnh toàn quốc, đội nhận vé xuống hạng và quyết định giải thể, một số cá nhân cầu thủ và huấn luyện viên được Sở thể dục thể thao Thanh Hóa tiếp nhận về biên chế cán bộ công nhân viên.

## Thành tích thi đấu
Mặc dù thành tích không ổn định, đội vẫn được xem là một trong những đội bóng mạnh của cả nước nói chung và của ngành Công an Nhân dân Việt Nam nói riêng. Trong những năm tồn tại, đội đã có đóng góp nhiều thế hệ cầu thủ ưu tú cho đội tuyển Bộ Công an thi đấu với các đội công an của các nước thuộc khối xã hội chủ nghĩa.
- Hạng nhì giải bóng đá hội chợ nông nghiệp Thanh Hóa 1948.
- Vô địch giải bóng đá toàn ngành công an miền bắc 1961.
- Vô địch hạng A2 toàn quốc năm 1985.
- Năm 1986: Đội thi đấu tại giải vô địch hạng A1 Việt Nam. Giai đoạn 1 thi đấu tại bảng A. Thắng 2, hòa 3 thua 7, hiệu số bàn thắng-thua là 8-18, đạt 7 điểm, xếp hạng 7/7 bảng A.
- Năm 1987: vẫn thi đấu tại giải vô địch hạng A1. Giai đoạn 1 thi đấu tại bảng B. Kết quả: thắng 4, hòa 5, thua 7, hiệu số bàn thắng-thua là 19-25, đạt 12 điểm. Xếp thứ 6/9 bảng B.
- Năm 1988, không tổ chức giải đấu. Năm 1989, đội tham gia thi đấu phân hạng đội mạnh. Giai đoạn 1 thi đấu tại bảng C. Kết quả: thắng 4, hòa 4, thua 4, hiệu số bàn thắng-thua là 12-13, xếp hạng 7/11, lọt vào thi đấu giai đoạn 2. Giai đoạn 2 thi đấu tại nhóm 1. Đạt kết quả: tháng 3, thua 3, xếp hạng 3/7, được tiếp tục thi đấu ở giải các đội mạnh toàn quốc.
- Năm 1990 xếp hạng 5/6 bảng A, không loạt qua giai đoạn 1
- Năm 1991, thi đấu giai đoạn 1 tại bảng C, thành tích: thắng 1, hòa 2, thua 7, hiệu số bàn thắng-thua là 5-14, xếp 6/6. Xuống hạng A1
- Vô địch A1 toàn quốc 1992 và giành quyền thăng hạng các đội mạnh.
- Mùa bóng 1993-1994, cả mùa giải đạt 1 điểm. Lại xuống hạng A1 và giải thể.

## Huấn luyện viên, cầu thủ
- Lê Văn Bảng
- Bùi Khắc Khoan
- Cao Phi Vòng
- Nguyễn Văn Phong
- Lê Mai Nhứ
- Nguyễn Văn Tâm
- Nguyễn Thanh Xuân
- Lê Ngọc Bích
- Lê Văn Diễn
- Phùng Văn Trạch
- Lê Văn Trạch
- Nguyễn Đức Nhuận
- Lê Văn Trường
- Nguyễn Trung Hiếu
- Nguyễn Thanh (Thanh anh)
- Nguyễn Ninh
- Đàm Văn Vượng
- Tăng Thái
- Nguyễn Ngọc Xuất
- Nguyễn Hồng Quân
- Lê Thiết Hùng
- Lương Vũ Thanh (Thanh em)
- Nguyễn Quang Lâm
- Văn Lâm
- Lê Đăng Tiến
- Lê Duy Lạc
- Nguyễn Quốc Quang
- Vũ Quang Hòa
- Bùi Văn Nhân
- Lê Văn Chúc
- Ngô Hoàng Hợi
- Đàm Văn Hải
- Nguyễn Văn Quang
- Phùng Văn Cường
- Nguyễn Thái Sơn
- Nguyễn Trọng Bình
- Nguyễn Quang Hòa
- Nguyễn Văn Kỳ
- Đỗ Huy Thịnh
- Lưu Thông
- Đoàn Sơn
- Lê Đình Chính
- Nguyễn Văn Chung (mượn của đội bóng Công nghiệp Hà Nam Ninh)
- Lưu Hồng Quang (mượn của đội bóng Công nghiệp Hà Nam Ninh)
- Nguyễn Văn Sỹ (mượn của đội bóng Công nghiệp Hà Nam Ninh)
- Nguyễn Văn Dũng (mượn của đội bóng Công nghiệp Hà Nam Ninh)
- Văn Sỹ Hùng
- Cao sỹ Sâm
- Ngô Văn Hòa
- Trần Văn Cường
- Nguyễn Đức Hoàng
- Nguyễn Văn Hùng
- Hoàng Cương
- Hoàng Mạnh Quyến
- Vũ Quang Hòa
- Vũ Quang Ngọc
- Hồ Khắc Thành
- Nguyễn Ngọc Hùng
- Nguyễn Văn Thuận
- Nguyễn Văn Tiến
- Nguyễn Hồng Quang